# Фишер, Лиза
Лиза Фишер (англ. Lisa Fischer, 1 декабря 1958) — американская певица и музыкант. Особую известность получила после вышедшего в 1991 году сольного альбома So Intense и сингла «How Can I Ease the Pain» удостоенного премии Грэмми. Имеет широкий вокальный диапазон, в качестве бэк-вокалистки сотрудничает со многими музыкантами.

## Начало карьеры
Лиза Фишер родилась в районе Форт-Грин в Бруклине, Нью-Йорк. В 1983 году, под сценическим псевдонимом Xēna, Фишер выпустила фристайл-сингл «On the Upside». В 1984 выходит электронный трек «Only Love (Shadows)», фрагмент которого прозвучал в кинофильме «Бит Стрит». В 1995 году «Only Love (Shadows)» выходит на сборнике разных исполнителей The Best of Criminal Records. К концу 80-х Фишер работает только в сотрудничестве с другими музыкантами.

## Сольная работа
В 1991 Лиза Фишер выпускает сольный альбом So Intense, достигший высоких позиций в чартах, а сингл с этого альбома «How Can I Ease the Pain» принёс певице премию Грэмми в категории «Лучшее женское вокальное R&B исполнение». Однако позже Фишер заявила, что не будет продолжать записываться сольно и продолжит работать со сторонними исполнителями.

## Настоящее время
С 1995 года и по сей день Лиза Фишер активно сотрудничает с рок-группой The Rolling Stones. С 2000-х в качестве бэк-вокалистки Фишер выступает на гастрольных турах Тины Тёрнер, Лютера Вандросса, Криса Ботти. В 2009 году певица принимает участие в записи альбома Стинга If On a Winter’s Night…. В 2013 Фишер участвует в концертном туре Tension 2013 индастриал-группы Nine Inch Nails.

## Дискография

### Сольный альбом
- 1991: So Intense

### Синглы
| Год  | Песня                                                                    | U.S. | U.S. R&B | U.S. Dance | Альбом                                      |
| ---- | ------------------------------------------------------------------------ | ---- | -------- | ---------- | ------------------------------------------- |
| 1990 | «Glad To Be Alive»                                                       | -    | 31       | -          | The Adventures of Ford Fairlane (саундтрек) |
| 1991 | «How Can I Ease the Pain»                                                | 11   | 1        | -          | So Intense                                  |
| 1991 | «Save Me»                                                                | 74   | 7        | 2          | So Intense                                  |
| 1992 | «So Intense»                                                             | -    | 15       | -          | So Intense                                  |
| 1993 | «Colors of Love»                                                         | -    | 18       | -          | Саундтрек к фильму Сделано в Америке        |
| 2000 | «Didn’t I (Blow Your Mind This Time)» (с Норманом Конорсом)              | -    | -        | -          | Eternity                                    |
| 2004 | «(Why Should I) Think About The Rain» с Dutch/The Scumfrog)              | -    | -        | -          | -                                           |
| 2008 | «Into My Life (You Brought The Sunshine)» (с Louie Vega и Cindy Mizelle) | -    | -        | -          | -                                           |
| 2009 | «Human Beings»                                                           | -    | -        | -          | -                                           |
| 2010 | «Love Will Know» (с Elements of Life)                                    | -    | -        | -          | -                                           |

### Саундтреки
- 1990: The Adventures of Ford Fairlane
- 1992: Один дома 2: Потерявшийся в Нью-Йорке
- 1993: Сделано в Америке
- 1993: That Night
- 1998: Melrose Place Jazz

### Участие в альбомах других исполнителей
- 1985: Luther Vandross — The Night I Fell in Love
- 1986: Bob James — Obsession
- 1990: Sam Riney — Playing With Fire
- 1996: Luther Vandross- Your Secret Love
- 1997: Grover Washington, Jr.- Breath of Heaven: A Holiday Collection
- 1997: Lee Ritenour- This Is Love
- 2000: Various Artists — A Love Affair: The Music of Ivan Lins[6]
- 2006: Tim Ries- The Rolling Stones Project
- 2008: Aretha Franklin- This Christmas, Aretha
- 2009: Tina Turner- Tina Live
- 2009: Sting — If on a Winter's Night
- 2009: Sting — A Winter’s Night Live from Durham Cathedral (DVD)
- 2010: Bobby McFerrin — VOCAbuLarieS
- 2010: The Rolling Stones — Exile on Main St.
- 2011: Linda Chorney — Emotional Jukebox

## Туры
- 1989: Steel Wheels Tour — The Rolling Stones
- 1994: Voodoo Lounge Tour — The Rolling Stones
- 1997: Bridges to Babylon Tour — The Rolling Stones
- 1999: No Security Tour — The Rolling Stones
- 2003: A Twist of Motown- Various Artists
- 2000: Twenty Four Seven Tour — Тина Тёрнер
- 2002: Licks Tour — The Rolling Stones
- 2005: A Bigger Bang Tour — The Rolling Stones
- 2008: Tina: Live in Concert Tour — Тина Тёрнер
- Every Luther Vandross tour until his death including Luther, Live!.
- 2011: Chris Botti Tour 2011
- 2012: 50 and Counting Tour — The Rolling Stones
- 2013: Tension 2013 — Nine Inch Nails
- 2013: Hyde Park — The Rolling Stones

## Награды и номинации
| Год  | Премия                                                                                 |
| ---- | -------------------------------------------------------------------------------------- |
| 1992 | Soul Train Music Award Лучший новый артист (Номинация)                                 |
| 1992 | Soul Train Music Award Лучший R&B/соул сингл за «How Can I Ease the Pain» (Победа)     |
| 1992 | Soul Train Music Award Лучший R&B/соул альбом за «So Intense» (Номинация)              |
| 1992 | Грэмми «Лучшее женское вокальное R&B исполнение» за «How Can I Ease the Pain» (Победа) |
| 1992 | Грэмми «Лучшая R&B-песня» за «How Can I Ease the Pain» (Номинация)                     |